# Aleksander Kędzior
Aleksander Karol Kędzior (ur. 10 października 1897 w Ciężkowicach, zm. 9 stycznia 1986 w  Londynie) – pułkownik dyplomowany artylerii pilot Wojska Polskiego, działacz niepodległościowy, kawaler Orderu Virtuti Militari.

## Życiorys
Urodził się 10 października 1897 w Ciężkowicach, w ówczesnym powiecie grybowskim Królestwa Galicji i Lodomerii, w rodzinie Franciszka i Ludwiki z Rybów. W roku szkolnym 1907/1908 uczęszczał do gimnazjum w Przemyślu, a w latach 1908–1914 do Prywatnego Gimnazjum Miejskiego z prawem publiczności w Jaworowie (tam 10 lipca 1919 zdał maturę).
16 sierpnia 1914 wstąpił do Legionu Wschodniego, a po jego rozwiązaniu walczył w szeregach 2 pułku piechoty Legionów Polskich. W październiku tego roku został odkomenderowany do Szkoły Podchorążych Legionów Polskich. 20 stycznia 1915 został przeniesiony do 14. kompanii 3 pułku piechoty na stanowisko komendanta plutonu. Od 12 kwietnia w 4. kompanii, od 5 maja do 25 sierpnia w 1. kompanii, a od 3 sierpnia do 4 września 1915 pełnił obowiązki adiutanta II batalionu 3 pp. 9 sierpnia 1915 został mianowany chorążym. Od 4 września ponownie na stanowisku komendanta plutonu w 12. kompanii, a od 14 listopada 1915 w 1. kompanii 3 pp. Wyróżnił się 5 lipca 1916 w bitwie pod wsią Gradie. 26 marca 1922 pułkownik Józef Zając we wniosku na odznaczenie Orderem Virtuti Militari napisał:

w bitwie pod Gradjami dnia 5 lipca 1916 dowódca I batalionu 3 pp Leg.Pol. powierzył chorążemu Aleksandrowi Kędziorowi, wówczas dowódcy plutonu, zdobycie karabinu maszynowego nieprzyjaciela, który usadowił się w odległości 100 kroków przed własną linią. Chor. Kędzior to bardzo niebezpieczne przedsięwzięcie wykonał, wziął karabin maszynowy i kilku jeńców. W (...) przeprowadzeniu okazał nieustraszoną odwagę i szybką orientację.

24 listopada 1916 został mianowany z dniem 1 listopada tego roku podporucznikiem. Na podstawie orzeczenia Trybunału Odwoławczego Rad Oficerskich z 13 marca 1917 został ukarany pozbawieniem stopnia oficerskiego na okres sześciu miesięcy z zastrzeżeniem, że „odzyskanie tego stopnia może nastąpić tylko na podstawie wzorowego zachowania się”. Powodem było „zajście z por. Lewickim”. 4 kwietnia 1917 rozkazem Komendy LP został pozbawiony stopnia oficerskiego i przeniesiony jako sierżant do 2 pułku piechoty. Dziesięć dni później rozkaz o przeniesieniu do 2 pp został cofnięty. Do 10 października 1917 służył jako sierżant w oddziale telefonicznym 3 pp, a od 21 do 25 października tego roku w oddziale sztabowym 3 pp. 3 listopada 1917 został przydzielony do 1 pułku artylerii. Od 10 stycznia 1918 jako ogniomistrz przebywał na kursie lotniczym. W marcu został internowany w Huszt.
Jako oficer byłego Polskiego Korpusu Posiłkowego reskryptem Rady Regencyjnej z 25 października 1918 został przydzielony do podległego jej Wojska Polskiego w randze podporucznika. Od 1 listopada tego roku służył w 4. baterii 7 pułku artylerii polowej w Warszawie (późniejszej 6. baterii 2 pułku artylerii polowej Legionów). W trzeciej dekadzie grudnia 1918 wyruszył na front w Małopolsce i walczył na wojnie z Ukraińcami. 7 lipca 1919 Naczelny Wódz mianował go porucznikiem „za wybitne odznaczenie się w bojach na froncie galicyjskim, w chwilach ciężkich dla wojska”. 4 grudnia 1919 został mianowany z dniem 1 grudnia tego roku kapitanem. Podczas wojny polsko-bolszewickiej dowodził 6 baterią 2 pułku artylerii polowej Legionów. 
Od 5 kwietnia 1921 pełnił służbę w baterii zapasowej 1 pułku artylerii polowej Legionów na stanowisku zastępcy dowódcy baterii i pełniacego obowiązki jej dowódcy. 25 listopada tego roku został zatwierdzony na stanowisku wspomnianej baterii. 3 maja 1922 został zweryfikowany w stopniu kapitana ze starszeństwem z dniem 1 czerwca 1919 i 112. lokatą w korpusie oficerów artylerii. 1 czerwca tego roku, w związku z przeprowadzoną reorganizacją, powierzono mu pełnienie obowiązków komendanta kadry baterii zapasowej w Warszawie. W listopadzie 1923 został przydzielony do Wyższej Szkoły Wojennej w Warszawie, w charakterze słuchacza Kursu 1923–1925. 1 grudnia 1924 prezydent RP nadał mu stopień majora z dniem 15 sierpnia 1924 i 46. lokatą w korpusie oficerów artylerii. Od grudnia 1924 do 30 czerwca 1925 przebywał na urlopie kuracyjnym. W październiku 1925 przesunięty został z II rocznika Kursu 1923/25 na II rocznik Kursu 1924/26. W listopadzie 1925 został przeniesiony do kadry oficerów korpusu artylerii z pozostawieniem na kursie w WSWoj. Dyrektor nauk WSWoj., pułkownik Louis Faury napisał w opinii: „inteligenty, jednak umysł z natury niezdyscyplinowany, charakter niezależny, siła pracy lub woli dość słaba. Zdolny do lepszej wydajności pod energicznym przełożonym”.
Z dniem 11 października 1926, po ukończeniu kursu i otrzymaniu dyplomu naukowego oficera Sztabu Generalnego, został przydzielony do Oddziału III Sztabu Generalnego. Objął funkcję kierownika referatu obrony przeciwlotniczej, a od 2 marca 1927 pełnił obowiązki szefa wydziału. Z dniem 1 grudnia 1927 został przeniesiony służbowo na pierwszy czteromiesięczny kurs dla oficerów sztabowych lotnictwa przy Centrum Wyższych Studiów Wojskowych w Warszawie. 23 kwietnia 1928 wszczęto przeciwko niemu śledztwo (później zostało umorzone, a sprawa przekazana do rozpatrzenia przez sąd honorowy). 27 kwietnia 1929 został przeniesiony służbowo do 5 Dywizji Piechoty we Lwowie na stanowisko szefa sztabu. Z dniem 1 listopada 1930 został przeniesiony do 10 pułku artylerii ciężkiej w Przemyślu na stanowisko dowódcy dywizjonu. Od 16 stycznia do 7 kwietnia 1931 pełnił obowiązki dowódcy pułku, a od 8 kwietnia do 10 września tego roku był słuchaczem kursu doskonalącego w Szkole Strzelania Artylerii w Toruniu. W marcu 1932 został przeniesiony do 20 pułku artylerii lekkiej w Prużanie na stanowisko zastępcy dowódcy pułku. Od 16 sierpnia 1932 dowódca części pułku stacjonującej w garnizonie Prużana, a od 6 listopada tego roku I zastępca dowódcy pułku. 24 stycznia 1934 został awansowany na podpułkownika ze starszeństwem z dniem 1 stycznia 1934 i 2. lokatą w korpusie oficerów artylerii. W kwietniu tego roku został przeniesiony do 3 dywizjonu artylerii konnej w Wilnie na stanowisko dowódcy dywizjonu. 16 września 1936 został przydzielony do Inspektora Obrony Powietrznej Państwa. Od stycznia 1937 był attaché wojskowym przy Poselstwie RP w Lizbonie. Na tym stanowisku obserwował przebieg wojny domowej w Hiszpanii, przesyłając szczegółowe raporty o przebiegu działań wojennych i organizacji wojsk.
We wrześniu 1939 przybył z Portugalii do Paryża, gdzie został mianowany przez szefa polskiej Misji Wojskowej gen. Stanisława Burhardta-Bukackiego szefem sztabu Oddziałów Polskich we Francji. 1 października 1939 został mianowany szefem Sztabu Ministerstwa Spraw Wojskowych. W tym czasie awansowany do stopnia pułkownika artylerii. Po przybyciu do Francji gen. Władysława Sikorskiego został wyznaczony 7 listopada 1939 na szefa Sztabu Naczelnego Wodza. 10 marca 1940 złożył prośbę o zwolnienie ze stanowiska, lecz Sikorski odmówił. W początku maja złożył ponowną dymisję w związku z wydaniem przez Naczelnego Wodza zgody na wymarsz 1 Dywizji Grenadierów na front. Został zwolniony ze stanowiska 5 czerwca 1940.
Po przedostaniu się do Anglii początkowo bez przydziału. W 1942 mianowany attaché wojskowym przy utworzonej 1 listopada 1942 Ambasadzie Rzeczypospolitej w Chongqingu w Chinach (przy rządzie Czang Kaj-szeka), gdzie przebywał do końca wojny. Po wojnie osiedlił się w Wielkiej Brytanii, gdzie zmarł. Spoczywa w grobowcu rodzinnym w Ciężkowicach.
Był żonaty z Zofią z Nowakowskich, z którą miał córkę Zofię (ur. 19 grudnia 1925).

## Ordery i odznaczenia
- Krzyż Srebrny Orderu Wojskowego Virtuti Militari nr 7366 – 17 maja 1922[47][48][49][50]
- Krzyż Niepodległości – 25 lipca 1933 „za pracę w dziele odzyskania niepodległości”[51][52]
- Krzyż Kawalerski Orderu Odrodzenia Polski – 11 listopada 1936 „za zasługi w służbie wojskowej”[53]
- Krzyż Walecznych nr 50735 po raz pierwszy – 8 czerwca  1922[54][55]
- Krzyż Walecznych po raz pierwszy – 30 grudnia 1922 „za czyny orężne w czasie bojów Legionów Polskich”[56]
- Krzyż Walecznych po raz pierwszy i drugi – 13 sierpnia 1921[57]
- Medal Pamiątkowy za Wojnę 1918–1921 – 1928[58]
- Medal Dziesięciolecia Odzyskanej Niepodległości – 1928[58]
- Srebrny Medal za Długoletnią Służbę – 1938[59]
- Brązowy Medal za Długoletnią Służbę – 1938[59]
- Odznaka za Rany i Kontuzje z trzema gwiazdkami – 14 listopada 1920[60]
- Krzyż pamiątkowy 3 pułku piechoty Legionów Polskich[61]
- Odznaka pamiątkowa II Brygady Legionów Polskich[61]
- Odznaka pamiątkowa „Za Huszt”[61]
- Odznaka Pilota nr 1136 – 23 grudnia 1927[62]
- Srebrny Medal Waleczności 2. klasy – 14 grudnia 1916[63]
- Brązowy Medal Waleczności – 31 lipca 1915[63]
- Krzyż Wojskowy Karola[61]
- Medal Zwycięstwa[64]